# Barreiro
Barreiro là một huyện thuộc tỉnh Setúbal, Bồ Đào Nha. Huyện này có diện tích 32 km², dân số thời điểm năm 2001 là 79012 người.